# Classics (Sarah Brightman)
Classics è un album di raccolta della cantante britannica Sarah Brightman, pubblicato nel 2001. Il disco non è stato pubblicato in Europa.

## Tracce
1. Ave Maria – 3:00
2. La Wally – 4:03
3. Winter Light – 3:17
4. Anytime, Anywhere – 3:19
5. Alhambra – 4:01
6. Lascia ch'io pianga – 3:30
7. Dans la Nuit – 2:45
8. Serenade/How Fair This Place – 3:25
9. O mio babbino caro – 2:22
10. La Luna – 4:59
11. Pie Jesu – 3:44
12. Figlio Perduto – 4:39
13. Nessun dorma – 3:52
14. Bailero – 3:13
15. Time to Say Goodbye (Con te partirò) – 4:08